# جون بروس والاس
جون بروس والاس (بالإنجليزية: John Bruce Wallace)‏ هو عازف جاز وفنان ورسام وملحن أمريكي، ولد في 31 ديسمبر 1949 في كاليس في الولايات المتحدة.

## وصلات خارجية
- الموقع الرسمي